# Tom DeFalco
Tom DeFalco (né le 26 juin 1950) est un éditeur et auteur de comics américain.

## Biographie
Tom De Falco commence par écrire pour l'éditeur Archie Comics. Il rejoint ensuite la maison d'éditions Marvel, en tant que responsable éditorial et scénariste. Durant sa carrière au sein de Marvel, Tom De Falco écrit les aventures de personnages tels que Spider-Man, Thor, Les Vengeurs ou encore Fantastic Four. En parallèle, il devient directeur de la publication de Marvel, de 1987 à 1994. En tant que scénariste, De Falco se distingue par un grand respect du passé des personnages, un sens des rebondissements et une complicité très forte avec certains dessinateurs, tels que Ron Frenz, Paul Ryan ou Ron Lim.
En 1996, Marvel lui confie la création d'un univers baptisé MC2 racontant les aventures des héritiers de l'univers classique. Dans ce cadre, De Falco publie plusieurs séries, telles que Spider-Girl, A-Nex ou J2. De ces séries, seule Spider-Girl sera un succès, se prolongeant pendant plusieurs années. 
En parallèle, Tom DeFalco a collaboré avec les éditions DK pour une série de livres sur les personnages Marvel (Spider-Man, Hulk, etc.).

## Œuvres
- Scooby-Doo (Archie Comics)
- Josie and the Pussycats (Archie Comics)
- House of Mystery
- Marvel Team-Up
- Dazzler
- Machine Man
- G.I. Joe: A Real American Hero (1982 Marvel comics)
- Red Sonja
- The Amazing Spider-Man
- The Thundercats
- Star Wars (bande dessinée)
- New Warriors avec Ron Frenz
- Spider Girl avec Pat Ollife et Ron Frenz